# 安東妮亞·羅特內
安東妮亞·羅特內（英語：Antonia Lottner，1996年8月13日—）是德國职业网球女运动员，2016年轉職業。她的WTA生涯最高單打排名為第175（2016年8月1日）。WTA生涯最高雙打排名則為第131位（2015年4月13日）。

## 外部連結
- 安東妮亞·羅特內的国际女子网球协会官方資料（英文）
- 安東妮亞·羅特內的國際網球總會 職業／青少年 官方資料（英文）
- Fed Cup - Player profile - Antonia Lottner (GER) （页面存档备份，存于）